# Rotkappen-Waldsänger
Der Rotkappen-Waldsänger (Basileuterus rufifrons) ist ein kleiner Vogel aus der Familie der Waldsänger (Parulidae). 

## Merkmale
Rotkappen-Waldsänger erreichen eine Körpergröße von etwa zwölf bis dreizehn Zentimetern. Männliche Rotkappen-Waldsänger haben ein olivgrünes bis olivbraunes Oberseitengefieder, eine hellgelbe Kehle und ein hellgelbes Brustgefieder. Das restliche Unterseitengefieder ist weiß bis gräulich. Der Kopf ist rot. Von der Schnabelbasis verläuft ein weißer Strich über die Augen nach hinten in den Nackenbereich. An der Backe befindet sich ein weißer Strich. Die Weibchen und Jungvögel tragen insgesamt ein stumpferes Federkleid.

## Verbreitung

Verbreitungsgebiet des Rotkappen-Waldsängers

Rotkappen-Waldsänger bewohnen den Süden von Nordamerika. Das Verbreitungsgebiet erstreckt sich von Mexiko bis in den Süden von Mittelamerika. Weiter nördlich bewohnen sie den Südosten von Arizona und den Süden von Texas. Seltener sind sie weiter nördlich und im Südwesten vorzufinden.